# Fricativa uvular sonora
La fricativa uvular sonora és un so que es representa amb el símbol [ʁ] a l'AFI (una lletra erra versaleta invertida). De manera informal, també se l'anomena R gutural. Forma part de l'inventari fonètic de diversos parlars indoeuropeus.

## Característiques
- És un so oral, ja que l'aire surt tot per la boca, sense intervenció de la cavitat nasal, ja que quan s'articula el canal rinofaringi roman tancat.
- És un so fricatiu, ja que la columna d'aire produeix una fricció en el punt d'articulació, a la cavitat oral.
- És sonor perquè la columna d'aire fa vibrar les cordes vocals.
- És uvular perquè, quan s'articula, la part posterior de la llengua s'aixeca i topa repetidament amb l'úvula.

## En català
El català actual no presenta aquest so tot i que pot aparèixer com un so no lingüístic, en una onomatopeia, per exemple. A la Catalunya del Nord, a causa de la influència francesa, des de fa poques dècades, alguns parlants articulen el fonema vibrant alveolar (o fonema R) amb aquest so.
Segons Griera la R uvular era general al segle xviii en català 